# 李振武
李振武（イ・ジンム、1900年 - 1934年5月18日）は、韓国の独立運動家である。雅名は星霜（ソンソ）。

## 生涯

### 独立運動への参加
平安北道定州郡の出身である。定州は、1919年の三・一運動において李昇薫（イ・スンフン）を中心に積極的に運動に参加した地域として知られる。李振武は三・一運動の挫折を目の当たりにし、満州へ渡った。
当時、満州に分散していた多数の独立運動組織は、上海市の大韓民国臨時政府を中心に統合され、光復軍総営（総令将は呉東振（オ・ドンジン））が設置された。李振武は光復軍総営に加入し、武装抗日闘争に参加した。1920年、光復軍総営がアメリカ合衆国議会東洋視察団の訪問を契機に国内爆弾テロを計画した際、新義州方面を担当し、爆弾を投擲した。

### 主要な活動
自由市惨変（自由市における韓国独立軍の悲劇）以後、1922年に既存の団体が統合して大韓通義府（テハン・トンイブ）が樹立されると、李振武はこれに加入した。通義府では崔碩淳（チェ・ソクスン）の部下として活動し、再び国内に派遣された。平北昌城郡（ピョンブク・チャンソングン）で日本警察と銃撃戦を行うなど、常に危険で困難な任務の最前線に身を置いていた。国内派遣の目的は軍資金の募集であり、富豪の家から半強制的に軍資金を徴収し、密偵を処断するなどの活動を展開した。
1924年に正義府（チョンイブ）が結成されると、これに加入した。金錫河（キム・ソッカ）の部下として活動し、翌年には平北鉄山郡（ピョンブク・チョルサングン）の警察駐在所を襲撃し、警官を射殺した。その後も幾度も国内に侵入し、定州や亀城郡（クソンブク）などで軍資金を募集した。検問の際には検問員を殺傷するなど、数年間にわたり日本警察を苦しめた。小柄な体ながらも神出鬼没で大胆な活動から「黒旋風」（흑선풍、フクソンブン）、また隻眼であったため「一目将軍」（イルモクチャンゲン）とも呼ばれたと言われる。

### 後期の活動と最期
1928年に国民府（ククミンブ）と朝鮮革命党（チョソン・ヒョクミョンダン）が設立された際には、国民府の軍事組織である朝鮮革命軍（チョソン・ヒョクミョンゲン）に加わった。しかし、徐々に国民府と意見が衝突するようになり、独自に活動を行うようになった。1931年には労農自慰党（ノノン・チャウィダン）を組織して大将となり、労農自慰軍（ノノン・チャウィゲン）はまもなく在満朝鮮人革命軍（チェマン・チョソンイン・ヒョクミョンゲン）と改称された。
しかし、国内への頻繁な侵入と活発な活動のため、李振武は集中逮捕の対象となった。そして、1932年に金悳基（キム・ドッキ）によって逮捕され、死刑宣告を受けた。1934年5月18日、平壌刑務所にて死刑が執行された。

### 死後
1962年、李振武には韓国政府より建国勲章独立章が追贈された。

## 参考サイト
- 大韓民国国家報勲処, 이 달의 독립 운동가 상세자료 - 이진무, 1995년